# Lactarius vinaceorufescens
Lactarius vinaceorufescens é uma espécie de fungo da família de cogumelos Russulaceae. Ele produz cogumelos com "chapéus" convexos, de cor canela-rosado a acastanhado e que atingem até 12 centímetros de diâmetro. Quando jovem, o chapéu tem sua margem enrolada para dentro, mas depois se expande, tornando-se um pouco elevada e irregular a medida que o fungo envelhece. Uma característica marcante da espécie é a produção de uma substância leitosa - o látex - inicialmente branco, mas que muda de cor para amarelo-enxofre quando exposto ao ar. O "tronco" ou estipe é oco, de superfície branca ou rosada, e pode medir entre 4 e 7 cm de altura e até 2,5 cm de espessura. A base do tronco possui pêlos firmes esbranquiçados. O epíteto específico "vinaceorufescens", derivado do termo em língua latina que significa "tornar-se avermelhada como vinho", se deve ao fato de que as lamelas ficam manchadas com cor de vinho a rosa-escuro ou marrom-avermelhada.
Na natureza, L. vinaceorufescens é um cogumelo bastante comum e amplamente distribuído na América do Norte, já tendo sido  encontrado nas florestas boreais e florestas de altitudes elevadas na parte sul dos Apalaches. Ele cresce no solo, dispersos ou em grupos, sob a copa de pinheiros entre os meses de agosto e outubro. Como outras espécies do gênero Lactarius, L. vinaceorufescens é, ecologicamente, um fungo micorrízico, formando portanto uma associação simbiótica mutuamente benéfica com vegetais, particularmente com a conífera Pseudotsuga menziesii. É um cogumelo venenoso e, segundo os especialistas, todos os cogumelos que produzem látex amarelo, a exemplo de L. vinaceorufescens e seus sósias L. xanthogalactus e L. chrysorrheus, jamais devem ser comsumidos.

## Taxonomia e classificação
A espécie Lactarius vinaceorufescens foi originalmente descrita pelos micologistas norte-americanos Alexander H. Smith e Lexemuel Ray Hesler em uma publicação de 1960, com base em espécimes coletados em Muskegon, Michigan, em 1936. Na mesma publicação, eles também nomearam a variedade Lactarius vinaceorufescens var. fallax para designar indivíduos com pleurocistídios com projeções proeminentes medindo 9 a 12 micrômetros (µm) de extensão, mas esses mesmo cientistas tornaram esta variedade sinônimo da espécies principal, na monografia deles de 1979 sobre as espécies norte-americanas de Lactarius. O fungo é classificado na subseção Croceini, do subgênero Piperates, dentro do gênero Lactarius, juntamente com outras espécies cujo látex mancha o tecido do corpo frutífero de amarelo, ou com látex que lentamente se torna amarelo após a exposição ao ar ambiente.
O epíteto específico "vinaceorufescens" é derivado da palavra latina que significa "tornar-se avermelhada como vinho". Os cogumelos do gênero Lactarius são comumente conhecidos nos países de língua inglesa como milkcaps, e L. vinaceorufescens é popularmente chamado de yellow-latex milky ou yellow-staining milkcap.

## Descrição
O píleo (o "chapéu" do cogumelo) de L. vinaceorufescens é inicialmente convexo, e com o passar do tempo torna-se amplamente convexo a quase plano, atingindo de 4 a 12 cm de diâmetro. A margem do chapéu é enrolada para dentro no início, mas depois se expande, tornando-se um pouco elevada e irregular a medida que o cogumelo envelhece. A superfície do chapéu é lisa, com uma tonalidade rosa-canela pálido a rosa-acastanhado na margem, quando jovens, tornando-se mais escura, rosa-alaranjado-canela a canela, quando mais velhos. Há discretas zonas com faixas ou manchas de água com quase a mesma cor do restante do chapéu. As lamelas são anexadas a ligeiramente decorrentes, estreitas, próximas umas das outras, e muitas vezes bifurcadas perto do tronco. Existem vários níveis de lamélulas (lamelas curtas que não se estendem completamente até o tronco a partir da margem do chapéu). As lamelas são inicialmente esbranquiçadas a rosa-castanho, depois ficam manchadas com cor de vinho a rosa-escuro ou marrom-avermelhada. O látex que é liberado quando o cogumelo é cortado ou danificado é inicialmente branco, mas rapidamente se transforma em amarelo enxofre.
O tronco ou estipe é oco e mede de 4 a 7 cm de comprimento por 1 a 2,5 cm de espessura. Ele é quase igual em toda a sua extensão ou ligeiramente maior na base. A superfície do tronco é quase lisa, com pêlos espessos de cor branca a castanho na porção inferior, rosa claro no restante do tronco, e escurecendo com a idade. A carne é moderadamente espessa, branca ou rosada, manchando-se com uma coloração amarela-enxofre brilhante. Tem um sabor azedo. A impressão de esporos, uma técnica usada na identificação de fungos, é branco-amarelada. Os cogumelos são venenosos, e, como regra geral, vários especialistas recomendam evitar o consumo de espécies Lactarius com látex que fica amarelo.

### Características microscópicas
Os esporos são mais ou menos esféricos a amplamente elipsoides, hialinos (translúcidos), amiloides - o que significa que absorvem o iodo quando corados com o reagente de Melzer - e medem 6,5 a 9 por 6 a 7 µm. Eles são ornamentados com verrugas e cristas que às vezes formam um retículo parcial, com proeminências de até 0,8 µm. Os basídios (células portadoras de esporos) possuem quatro esporos cada e medem 28 a 33 por 80 a 10 µm. Os pleurocistídios são aproximadamente cilíndricos ou em forma de trevo, quando jovens, mas logo depois ficam mais amplos na porção mediana e diminuem de forma abrupta em um ponto; atingem dimensões de 40 a 68 (até 80 mm) por 9 a 13 µm. Os queilocistídios são aproximadamente em forma de trevo ou de ventricose com ápices agudos, e medem 32 a 44 por 60 a 10 µm. Fíbulas estão ausentes nas hifas. A cutícula do chapéu é uma ixocútis fina, composta de hifas gelatinosas que tipicamente medem de 2 a 4 µm de largura. Projetando-se para fora da superfície da cutícula estão as extremidades de numerosas hifas conjuntivas, com cerca de 5 a 15 µm de comprimento.

### Espécies similares

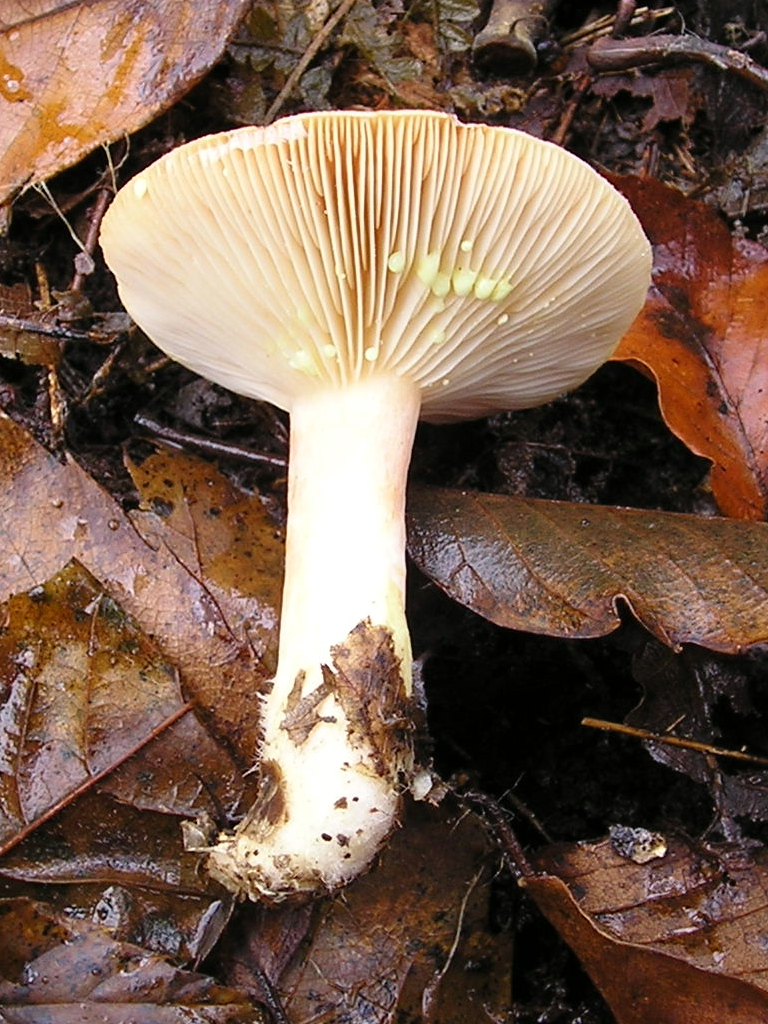
Lactarius chrysorrheus também produz látex amarelo.

Lactarius xanthogalactus tem características microscópicas quase idênticas às de L. vinaceorufescens, mas macroscopicamente, ele não tem as manchas vinhosas-avermelhadas que se desenvolvem no chapéu, nas lamelas e no tronco de L. vinaceorufescens; além disso, cresce no solo sob a copa de carvalhos. Outro sósia é L. colorascens, que pode ser distinguido de L. vinaceorufescens por várias características: um corpo frutífero menor; um chapéu esbranquiçado que se torna marrom-avermelhado a medida que o fungo envelhece e que não fica manchado de vinho ou marrom; látex amargo a levemente picante e esporos ligeiramente menores. L. chrysorrheus também é semelhante, mas tem um chapéu esbranquiçado a canela-amarelado pálido com manchas ligeiramente mais escuras. A espécia cresce associada a madeiras-de-lei (especialmente de carvalho), geralmente no solo arenoso ou bem drenado, e suas lamelas não se descolorem nem se mancham de cor de vinho ou marrom.
Outras espécies superficialmente similares incluem L. rubrilacteus, L. rufus, L. subviscidus, L. fragilis e L. rufulus, mas nenhuma destas espécies se mancha de amarelo quando danificadas, como é característico de L. vinaceorufescens. A espécie comestível Lactarius helvus tem um chapéu laranja-acastanhado à marrom-acinzentado com finas faixas de marrom-acinzentado escuro, um látex aquoso e uma carne esbranquiçada à bronzeada com um odor parecido com xarope de ácer ou açúcar queimado. Lactarius theiogalus, o "Lactarius com látex de enxofre", tem um chapéu laranja e um látex branco que muda lentamente para amarelo quando exposto ao ar, é normalmente encontrado em florestas de folhas largas e mistas.

## Ecologia, habitat e distribuição
Como todas as espécies do gênero Lactarius, L. vinaceorufescens é, ecologicamente, um fungo micorrízico, formando portanto uma associação simbiótica mutuamente benéfica com várias espécies de plantas. As ectomicorrizas garantem ao cogumelo compostos orgânicos importantes para a sua sobrevivência oriundos da fotossíntese do vegetal; em troca, a planta é beneficiada por um aumento da absorção de água e nutrientes graças às hifas do fungo. A existência dessa relação é um requisito fundamental para a sobrevivência e crescimento adequado de certas espécies de árvores, como alguns tipos de coníferas.
Os corpos frutíferos de Lactarius vinaceorufescens crescem no solo, dispersos ou em grupos, sob a copa de pinheiros entre os meses de agosto e outubro. A espécie é conhecida por desenvolver associações micorrízicas com Pseudotsuga menziesii. É um fungo bastante comum e amplamente distribuído na América do Norte. O cogumelo foi encontrado nas florestas boreais e florestas de altitudes elevadas na parte sul dos Apalaches, associado com árvores dos gêneros Picea, Abies e Pinus. Na Califórnia, constatou-se que geralmente co-ocorrem com Lactarius fragilis, L. rubrilacteus, Russula emetica e R. cremoricolor.